# غيلبرت إي. باترسون
غيلبرت إي. باترسون (بالإنجليزية: Gilbert E. Patterson)‏ هو قسيس أمريكي، ولد في 22 سبتمبر 1939 في همبولت في الولايات المتحدة، وتوفي في 20 مارس 2007 في ممفيس في الولايات المتحدة.